# Резиденция герцогов в Ландсхуте
Городская резиденция в Ландсхуте (нем. Stadtresidenz Landshut) — дворец, расположенный в центре старой части баварского города Ландсхут. Здание было построено при герцоге Людвиге X, в 1536—1543 годах, и использовалось как резиденция рядом дворянских семей. Городскую резиденцию Виттельсбахов принято считать самым ранним примером ренессансной архитектуры к северу от Альп: она была построена по образцу Палаццо дель Те в Мантуе. В свою очередь, дворец в Ландсхуте оказал влияние на последующие архитектурные работы как в Германии, так и на севере Италии.

## История и описание
Городская резиденция герцогов Виттельсбах была построена в Ландсхуте в 1536—1543 годах, при герцоге Людвиге X: на первом этапе, в 1536—1537, аугсбургский архитектор Бернхард Цвицель построил так называемое «немецкое здание» (нем. Deutschen Bau), которое сегодня образует восточное крыло резиденции. Примерно в то же время Людвиг X посетил Италию и пригласил из Мантуи для расширения здания известного уже тогда архитектора Джулио Романо: так возникло трёхкорпусное «итальянское здание» (нем. Italienischen Bau), окружающее внутренний двор размером 27 на 20 метров и являющееся типичным примером итальянского ренессансного палаццо. Во время строительства Романо по крайней мере один раз — а именно, в 1539 году — присутствовал в Ландсхуте, чтобы оценить выполнение его проекта местными мастерами, и внёс небольшие изменения в проект.
Некоторые архитектурные решения, найденные Романо в проекте резиденции, затем нашли широкое применение в самой Италии. Интерьер здания, украшенный фресками на библейские, мифологические и исторические темы, был выполнен рядом немецких художников, включая Ганса Боксбергера. Позже фасад здания, обращенный к Старому городу, был перепроектирован в стиле классицизм — между 1780 и 1799 годами. Во время учёбы и проживания в Ландсхуте кронпринца Людвига, в комнатах дворца появились обои, крайне редкие в тот период для региона и привезённые из Франции — они были обнаружены при реставрации здания в 1993—2003 годах.